# Église Saint-François-de-Paule de Toulon
L'église Saint-François-de-Paule est une église catholique située à Toulon, en France et érigée en 1744. Elle est placée sous le vocable de saint François de Paule, fondateur des Minimes. Elle est administrée à la demande de l’évêque du diocèse de Fréjus-Toulon Monseigneur Rey par les missionnaires de la Miséricorde divine, fondés en 2005 par l'abbé Fabrice Loiseau. La messe y est célébrée en latin, selon la forme extraordinaire du rite romain.

## Localisation
L'église est située dans le département français du Var, à Toulon.

## Historique
L'édifice est classé au titre des monuments historiques par un décret du 19 mai 1942.